# Lothrop Worth
Lothrop B. Worth (* 11. Juli 1903 in Melrose, Massachusetts; † 16. März 2000 in Woodland Hills, Kalifornien) war ein US-amerikanischer Kameramann.

## Leben und Wirken
Lothrop Worth wuchs seit 1907 in Los Angeles auf, wo seine Mutter die Schönheitspflege von Cecil B. DeMilles damaliger Ehefrau übernahm. Mrs. DeMille sorgte dafür, dass der junge Lothrop einen Job in der Produktionsmaschinerie ihres Gatten bekam. 1923 erhielt er seinen ersten Kamera-Job: DeMille ließ ihn die Titel zu dessen Großproduktion Die Zehn Gebote fotografieren. Bis zum Aufkommen des Tonfilms, wo er als Toningenieur begann, hielt sich Worth mit filmischen Kleinjobs  über Wasser. Ab 1929 begann er nun ständig hinter der Kamera zu arbeiten; anfänglich als Assistent, ab dem Zweiten Weltkrieg als einfacher Kameramann wie bei DeMilles Dr. Wassells Flucht aus Java und Billy Wilders Ich küsse Ihre Hand, Madame.
Gemeinsam mit dem ehemaligen Kameramann Friend Baker entwickelte er ab Ende der 1940er Jahre eine 3D-Film-Kamera. Die erste mit diesem System gefilmte Großproduktion war der Abenteuerfilm Bwana, der Teufel, an dessen Produktion Worth neben dem hauptverantwortlichen Kameramann Joseph F. Biroc beteiligt war. Auch bei dem folgenden 3D-Film, der Gruselgeschichte Das Kabinett des Professor Bondi, wirkte Worth als Spezialist für dreidimensionale Kameraaufnahmen mit. Anschließend fotografierte Worth als Chefkameramann bisweilen obskure C-Pictures wie den Science-Fiction-Streifen Gog, die Horrormär I Was a Teenage Frankenstein und den seltsamen Horror-Western-Genremix Billy the Kid vs. Dracula, aber auch billig und schnell hergestellte Spätwestern aus der A. C. Lyles-Produktion (Die gesetzlosen Drei, Texas-Desperados). Sein Hauptbetätigungsfeld bis zu seinem Rückzug aus dem Filmgeschäft 1970 wurde jedoch die Arbeit für das amerikanische Fernsehen. Hier fotografierte er unzählige Episoden zu Serien wie The Real McCoys, Mutter ist die Allerbeste und vor allem die auch in Deutschland populäre Bezaubernde Jeannie.
Lothrop B. Worth verbrachte ab 1989, dem Todesjahr seiner Frau, seinen Lebensabend in einem Altenheim für altgediente Filmschaffende, dem Motion Picture & Television Country House and Hospital, im kalifornischen Woodland Hills. Hier starb er zum Jahresbeginn 2000 im 97. Lebensjahr.

## Filmografie (Auswahl)
als Kameratechniker
- 1948: Das ist also New York (So This is New York)

als Chefkameramann:
- 1952: Natural Vision 3-Dimension (Dokumentarkurzfilm)
- 1953: Fort Ti
- 1954: Gog
- 1955: S.O.S.! Flieger nach vorn! (Battle Taxi)
- 1955: The Great Gildersleeve (TV-Serie)
- 1955–1956: Screen Directors Playhouse (TV-Serie)
- 1956–1957: The Gale Storm Show (TV-Serie)
- 1957: I Was a Teenage Frankenstein
- 1958: Unwed Mother
- 1962: Shoot Out at Bag Sag
- 1963: The Real McCoys (TV-Serie)
- 1965: Mutter ist die Allerbeste (The Donna Reed Show, TV-Serie)
- 1966: Billy the Kid vs. Dracula
- 1966: Jesse James Meets Frankenstein’s Daughter
- 1967: Texas-Desperados (Hostile Guns)
- 1967: Die gesetzlosen Drei (Fort Utah)
- 1969: Three’s a Crowd
- 1966–1970: Bezaubernde Jeannie (TV-Serie, I Dream of Jeannie)